# Cnemaspis siamensis
Cnemaspis siamensis este o specie de șopârle din genul Cnemaspis, familia Gekkonidae, descrisă de Worthington George Smith în anul 1925. Conform Catalogue of Life specia Cnemaspis siamensis nu are subspecii cunoscute.